# حسن الإبراهيم
حسن علي الإبراهيم، وزير كويتي سابق.
عين وزيرا للتربية في 3 مارس 1985 في الحكومة الثانية عشر. وهو عضو مجلس أمناء المؤسسة العربية للديمقراطية.